# LITENING
El AN/AAQ-28(V) LITENING es un sistema de contenedor de designación de blancos utilizado actualmente en una gran variedad de aviones de combate. El LITENING aumenta significativamente la efectividad de combate del avión durante el día, la noche y todo tipo de condiciones meteorológicas en el ataque a blancos terrestres o aéreos con varios tipos de armamento lanzable, como bombas convencionales y bombas guiadas por láser o por GPS. El sistema fue diseñado en Israel por Rafael Advanced Defense Systems y luego mejorado con la participación de la compañía estadounidense Northrop Grumman. El contenedor número mil fue vendido en octubre de 2010.

## Desarrollo
El desarrollo del programa empezó en la división de misiles Rafael Corporation en Haifa, Israel con la fabricación el LITENING I para uso de la Fuerza Aérea Israelí. En 1995 Northrop Grumman se unió a Rafael para el desarrollo y venta del sistema LITENING.
En 1999 Northrop grumman presentó un sistema básico que incluía un FLIR de tercera generación, un designador láser y mejoras de software conocido como LITENING II.
Posteriormente se cambiaría el FLIR con resolución "320x256" por uno de última tecnología "640x512" mejorando el alcance de detección, presentándose así en 2001 el LITENING ER. La versión más moderna, LITENING AT está en producción desde 2003. Esta versión aumenta el radio de detección y reconocimiento, mejora la precisión de obtención de coordenadas de objetivos y permite enfocar varios objetivos.

## Características
- Función primaria: Navegación y marcación por sistemas electro-ópticos e infrarrojos
- Primer comprador: Rafael Corporation/Northrop Grumman
- Longitud: 2,20 m
- Diámetro: 0,406 m
- Peso: 200 kg
- sensores: Detector infrarrojos, cámara CCD-TV, designador y localizador láser
- Fecha entrada en servicio: febrero de 2000
- Coste: 1,4 millones de dólares estadounidenses

## Usuarios
Alemania
- Luftwaffe: Subintrados por el consorcio Rafael/Zeiss Optronik, en los aviones Panavia Tornado y Eurofighter Typhoon

 Argentina
- Fuerza Aérea Argentina: En los aviones F-16.

 Australia
- Real Fuerza Aérea Australiana: En los aviones F/A-18A/B

 Brasil
- Fuerza Aérea Brasileña: En los aviones AMX y F-5M

 Colombia
- Fuerza Aérea Colombiana: En los aviones Kfir

 Chile
- Fuerza Aérea Chilena: En los aviones F-16.[3]

 Dinamarca
- Real Fuerza Aérea de Dinamarca: En los aviones F-16.

 España
- Ejército del Aire de España: En los aviones EF-18 Hornet y Eurofighter Typhoon
- Armada Española: En los aviones AV-8B+ Harrier

 Estados Unidos
- Fuerza Aérea de los Estados Unidos: En los aviones A-10 Thunderbolt II,[4] B-52H Stratofortress,[5] F-15E Strike Eagle,[6] y F-16 Fighting Falcon
- Armada de los Estados Unidos / Cuerpo de Marines de los Estados Unidos: En los aviones AV-8B+ Harrier, F/A-18 Hornet[7] y EA-6B Prowler

 Finlandia
- Fuerza Aérea Finlandesa: En los aviones F/A-18

 Grecia
- Fuerza Aérea Griega: En los aviones F-4E AUP

 Hungría
- Fuerza Aérea Húngara: En los aviones Saab 39 Gripen

 India
- Fuerza Aérea India: En los aviones Sujoi Su-30 MKI y SEPECAT Jaguar

 Israel
- Fuerza Aérea Israelí: En los aviones F-15I, y F-16

 Italia
- Marina Militare: En los aviones AV-8B+ Harrier

 Países Bajos
- Real Fuerza Aérea de los Países Bajos: En los aviones F-16.[8]

 Portugal
- Fuerza Aérea Portuguesa: En los aviones F-16.[9]

 Reino Unido
- Royal Air Force: Litening III RD y EF suministrados por Ultra Electronics Limited, en los aviones Tornado GR.4 y Typhoon

 Rumania
- Fuerza Aérea Rumana: En los aviones MiG-21 LanceR A

 Singapur
- Fuerza Aérea de la República de Singapur: En los aviones F-16.[10]

 Sudáfrica
- Fuerza Aérea Sudafricana: En los aiviones Saab 39C/D Gripen

 Turquía
- Fuerza Aérea Turca: En los aviones F-4E 2020 Terminator

 Venezuela
- Fuerza Aérea de Venezuela: En los aviones F-16